# Champagnac (Charente-Maritime)
Champagnac – miejscowość i gmina we Francji, w regionie Nowa Akwitania, w departamencie Charente-Maritime.
Według danych na rok 1990 gminę zamieszkiwało 427 osób, a gęstość zaludnienia wynosiła 33 osób/km² (wśród 1467 gmin regionu Poitou-Charentes Champagnac plasuje się na 607. miejscu pod względem liczby ludności, natomiast pod względem powierzchni na miejscu 682.).